# 动物解放阵线
动物解放阵线（Animal Liberation Front，简称ALF），是被全世界以动物之名采取直接行动的动物解放行动分子们，所广泛应用的名称。这些行动包括：把动物们带离实验室和毛皮养殖场、人为破坏与动物试验以及其他以动物为基础的产业相关的设备。根据ALF的声明，任何能促进动物解放事业，并采取一切合理的预防措施以避免伤害任何动物（人或其他动物）的行动，都可被称为是一次动物解放阵线的行动。
动物解放阵线不是会员制的团体，而是无领袖抵抗的一个实例，行动主义者所使用的一面旗帜。动物解放阵线的志愿者把他们自己看作是19世纪的废奴主义网络地下铁路的现代版，因为行动分子们带着动物们逃离实验室和养殖场、安排好安全藏身之处和兽医的看护、并管理着供动物安度余生的避难所。活跃于38个国家中的秘密细胞藏头露尾而又相互独立地进行运作，行动分子们在只需要知道的信息基础上工作。一个细胞可能仅由一人组成。主持英国动物解放新闻办公室的罗宾·韦伯曾说过：“这就是动物解放阵线无法被击垮，无法被有效渗透，也不会停止的原因。你，和你们中的每一个：你们就是ALF。”
为ALF代言的行动主义者表示，运动是非暴力的。在2006年的一部纪录片《面具背后》中，美国的行动分子罗德·科罗纳多说：“我所知道的将我们与我们往往被指责为的人——指恐怖分子、暴力犯——区分开来的一件事，是我们谁也没伤害过这一事实。”不过ALF发言人和行动者们普遍被批评要么未能谴责暴力行为，要么他们自己就参与其中。监控着美国国内极端主义的南方贫困法律中心类似的、明显的恐怖主义策略”，而2005年1月，ALF则在一份计划草案文件中被美国国土安全部列为国内恐怖组织。

## 起源

### 仁慈连
诺埃尔·莫兰（Noel Molland）写道，支持ALF的理念可被追溯到19世纪的英格兰和来自皇家防止虐待动物协会的一小群行动者。
1824年，一位反奴隶制的行动主义者凯瑟琳·斯米蒂斯（Catherine Smithies）建立了RSPCA的一支青年团体，称为仁慈连（Bands of Mercy），它是一个模仿禁酒学会少年禁酒会（Bands of Hope）（其目的是使儿童参与禁酒运动）的儿童俱乐部。仁慈连本来是想要去鼓励儿童爱护动物的，尽管据说其中某些成员的反应比RSPCA预期的更为热情，并因参与到反对猎人的直接行动中故意破坏他们的来复枪而变得知名起来。

1963年12月，来自德文郡布里克森姆的记者约翰·普雷斯蒂奇（John Prestige）被派去报道德文郡与萨默塞特郡的一项猎鹿犬赛事，在那里目睹了猎人追杀一只怀孕的母鹿后，他重拾起了组织化反对狩猎的直接行动的想法。按照《卫报》的说法，Prestige在反殘酷運動聯盟的支持下，决定组建狩猎破坏者联合会，它逐渐发展成训练有素、遍布英格兰的志愿者团体，志愿者们会通过吹响打猎号角和释放干扰猎犬的迷惑气味来阻挠狩猎。
莫兰写道，这些HSA团体中有一支是由一名法律系学生罗尼·李领导的，他1971年在卢顿成立了他的团队。1972年，李和一位行动主义的同道克里夫·哥德曼（Cliff Goodman）断定，阻止狩猎的不停发生需要更富有战斗精神的策略，而不仅仅是牵制猎犬。他们重新起用19世纪RSPCA青年团体的名称，建立了仁慈连，他们用戳破轮胎和打破玻璃窗的方式来攻击捕猎者的车辆。该团体称其行动方式为“积极的同情”。志愿者在车上留下便条，说明他们为何会被攻击，并保证攻击并非是针对个人的。

#### 首次纵火行动
1973年，仁慈连获悉赫斯特制药公司（Hoechst Pharmaceuticals）正在米尔顿凯恩斯附近兴建一所新的研究实验室，距离仁慈连的卢顿基地不远。于是决定扩大其活动，在实验室完工以前摧毁它。1973年11月10日，两名行动分子放火烧了建筑，引起价值£26,000的损失，而且六天后又回来纵火把余下的东西给烧了。这是动物解放运动已知的首次纵火行动。仁慈连在给新闻界的消息中宣称对其负责，把它自己界定为是一个“献身于将动物从人类手中各种形式的残酷和迫害中解放出来的非暴力游击组织”。
1974年6月，两个仁慈连的行动分子纵火烧了英国内政部许可参加在诺福克郡海面上的年度海豹扑杀的船只，莫兰写道那是大屠宰最后一次举行了。1974年的六至八月间，它破坏建筑或交通工具，对动物试验的实验室发动了八次袭击，还有其他针对养鸡户和枪支商店的袭击。它的首次“动物解放”行动发生于同一时期，行动分子从威尔特郡的一个豚鼠养殖场带离了半打豚鼠，结果是养殖场主她因害怕进一步的袭击而关门。
过去和现在一样，纵火的使用给新生的动物解放运动中造成了分歧。1974年7月，狩猎破坏者联合会为导致仁慈连被确认的报道提供了一份£250的奖金，并告知新闻界：“我们赞成他们的理想，但反对他们的方式。”

#### ALF成立

含有带圈的A（无政府主义）的ALF标识。

1974年8月，李和哥德曼因参与对比斯特的牛津实验室动物聚居区（Oxford Laboratory Animal Colonies）的一次袭击而被逮捕，他们也获得了“比斯特双人”（Bicester Two）的绰号。他们审判期间，法庭外天天有示威，其中还包括李当地的工党下院议员艾弗·克莱米森（Ivor Clemitson）。
他们被判入狱3年，其间李接着进行了运动的首次绝食抗议，为的是获得vegan式的食物和衣服。12个月以后他们被假释，而李却表现得比以前更积极支持使用武力。1976年，他组织起仁慈连残余的行动主义者，并团结起两打新成员，总共30名行动分子。
莫兰写道，在被李视为是一项革命运动的角度上，仁慈连的名字听上去不太恰当。李想要一个，莫兰写道，能使那些利用动物的人“提心吊胆”的名字。于是乎，动物解放阵线诞生了。

## 组织架构与目标
有38个国家活跃着ALF的细胞，包括北美和南美、大部分欧洲和北欧国家、澳大利亚、以色列、马耳他、马来西亚、俄罗斯，以及土耳其。该运动是彻底分散化的，没有正式的会员或层次系统，当涉及到法律责任时，这些东西的缺乏就担当了一条防火道的作用。“没有办公室，没有组织结构”，一个行动分子告诉《面具背后》，“那就是为什么联邦调查局那么失败，因为他们是无法得手的。”
主持英国动物解放新闻办公室的罗宾·韦伯（Robin Webb）写道，行动者是来自生活中的各行各业、各个年龄段和“各种信仰或无信仰”的人。得克萨斯州大学艾尔帕索分校的哲学教授斯蒂芬·贝斯特和北美动物解放新闻办公室（North American Animal Liberation Press Office，NAALPO）的一位新闻发言人将ALF的行动主义描述为：
|                                                                                   | ALF的行动者隐藏在夜幕下，戴着巴拉克拉法帽和滑雪面罩，在几个人的小细胞中活动。仔细侦察之后，经验丰富的解放队潜入藏有动物的建筑内去释放它们（如貂和郊狼）或营救它们（如猫、狗、鼠和豚鼠）。他们没收和/或破坏设备、财产和用于剥削利用动物的材料，他们还用纵火来将建筑物和实验室夷为平地。他们已经造成动物开发行业数亿美元的损失。他们故意违法，因为法律错误地将动物交给笼子与监禁，交给寂寞与痛苦，交给折磨与死亡。 |
| ——斯蒂芬·贝斯特，恐怖分子还是自由斗士（Terrorists or Freedom Fighters?），p. 11。 | |

志愿者在使用ALF的名义时得遵循其既定目标。任何同这些目标——特别是不伤害人类或非人类生命的规定——相抵触的直接行动不能被称之为是一次ALF行动：

- 使那些从动物的苦难和开发中获利者遭受经济损失。
- 从实验室、工厂化养殖场、毛皮动物养殖场等虐待动物的地方解放它们，并把它们安置在良好的避难所中免受痛苦地自然生活。
- 通过实施非暴力的直接行动和解放活动，揭露紧锁的门背后所施加给动物的恐怖与残暴。
- 采取一切合理的预防措施以避免伤害任何动物（人或其他动物）。
- 任何团体，不管是素食主义者的还是纯素食主义者的，只要按照ALF的指导方针开展行动，都有权把自己认作是ALF的一部分。

反对物理暴力的规定引发了批评者作出ALF伪善的断言，以及运动内部关于其意义和重要性的强烈分歧。斯蒂芬·贝斯特和加利福尼亚州同样也是北美新闻办公室志愿者的一个创伤外科医生杰瑞·夫拉萨克（Jerry Vlasak）都曾在作了似乎支持暴力的声明以后被禁止进入英国。夫拉萨克在2003年告诉一个动物权利大会：“我认为在你看到活体解剖进行的数量显著减少以前，你不必杀死——暗杀——太多的活体解剖者。而我觉得以5条、10条、15条人命的代价，我们可以拯救一百万、两百万、一千万的非人类动物。”
ALF无领袖抵抗的特性意味着没有办法估计出有多少支持夫拉萨克主张的人和行动主义者在一起。2005年“60分钟时事杂志”采访的一位匿名志愿者告诉埃德·布拉德利（Ed Bradley）：“他不依靠我们的认可或我们的支持或我们的评价、ALF的支持者活动。我们有严格的非暴力准则……我不知道是谁把夫拉萨克博士弄到现在这个立场上的。那不是我们，不是ALF。”

### 现存的公开支持者和出版物
虽然ALF没有正式的存在实体，然而许多“活着的”团体还存在着，在支持志愿者和宣传直接行动。
动物解放阵线支援团，建立于基思·曼（Keith Mann）首次入狱时的1994年，与英国的监狱当局合作，确保狱中的行动者能有vegan式的食物和盥洗用品。
动物解放新闻办公室接受和发布匿名公报，包括承担责任的声明。它是一个由公众捐款提供运作资金的独立组织，尽管2006年英国最高法院的一名法官在英格兰裁定它“不是一个中立的报道活动或仅仅简单地是为ALF辩护者的媒介工具，而是ALF策略的一关键部分。”
有三种出版物与ALF相联系。《方舟天使》（Arkangel）是罗尼·李创办的一本基于英国的半年刊杂志，面向国际发售。《咬回去》（Bite Back）既是一份杂志也是一家网站，行动者在此留下承担责任的声明。《绝不妥协》（No Compromise）是一个基于旧金山的报告ALF行动的网站。

### 直接行动的哲学观点
ALF的行动者相信，动物不应该被当作是财产，并且科学家和企业无权对生命行使所有权，它们每个，用哲学家汤姆·里根（Tom Regan）的话说，都是“一个生命的主体”。在ALF看来，若不承认这个就是物种歧视——只因物种的原因而认为它们具有不同价值——他们主张这与种族主义或性别歧视有同样的伦理缺陷。他们不接受动物福利论者的立场，即动物需要得到更仁慈的对待；他们说他们的目标是空无一物的笼子，而非更大的。行动主义者认为，他们从实验室或养殖场带出来的动物是“被解放的”，而非“被偷走的”，因为它们最初未被正当地所有过。
虽然ALF拒绝物理暴力，但将动物实验室和其他机构的破坏与炸毁纳粹德国毒气室的抵抗战士相比，许多行动者拒绝把对财产的袭击算作暴力行为。他们为故意破坏给出的理由是，把动物从实验室带出只不过意味着它们会被迅速替换，可是如果实验室本身被毁了，就不仅仅是减慢进货过程，而且还增加了成本，可能达到使动物研究昂贵得不敢问津的程度。他们认为，这能够鼓励寻找替代品。参与针对亚利桑那大学的纵火袭击的一个ALF行动者在1996年告诉《绝不妥协》：“它很大程度上同与奴隶制作斗争的废奴主义者进入并焚毁奴隶居住区或拆除拍卖台是一样的…有时候，如果你只是带走动物而没干别的，也许那还不是一次深刻的教训。”
普林斯顿大学生物伦理学教授彼得·辛格（彼得·辛格）主张，ALF的直接行动只有在非暴力时才能被认作是一项正义的事业，而且当ALF曝光其他手段可能无法揭露的虐待动物的证据时，是最有战斗力的时候。他说到1984年ALF袭击宾夕法尼亚大学脑外伤研究诊疗所的例子，当时研究人员拍摄的电影胶片被拿走了，显示的是他们嘲笑尚有知觉的狒狒，因为它们受到了严重的脑部损伤。大学回应说对待动物的方式符合国家卫生研究院（NIH）的方针，但由于公众的注意，实验室被关闭，主任兽医被解雇，而大学则被判缓刑。从前是NIH的动物研究员、现在肯尼迪伦理学研究所（Kennedy Institute of Ethics）的芭芭拉·奥兰斯（Barbara Orlans）描述道，该案件震惊了生物医学界，且今天被认为是对在研究中使用动物的伦理最有重大意义的案件之一。辛格主张，若ALF能集中在这种类型的直接行动上，而不是故意破坏的话，它就会对“有理智者的头脑”有吸引力。与之相反，斯蒂芬·贝斯特写道，企业和政府有太多制度上和财政上的倾向性差距来作为获胜的因素。
桑德兰大学的彼得·休斯（Peter Hughes）引证1988年由巴里·霍恩（Barry Horne）领导的一次袭击，来作为ALF正面的直接行动的例子。霍恩和另外四个行动者决定让海豚Rocky自由，它在布赖顿的海产养殖场的一个混凝土小池子里住了20年，被用梯子、自制的担架和租来的小型罗孚车移动了200碼（180），从他的池子里被挪到大海。他们和海豚担架一起被警方发现，如其中一个行动者所言，“我们对此找不到合法的解释。”他们被判合谋盗窃，但依然继续为Rocky的释放而活动着。海产养殖场最终同意以£120,000卖给他，资金在生而自由基金会和Mail on Sunday的帮助下筹得，而Rocky在1991年被转移至特克斯和凯科斯群岛的一个80-英畝（320,000-平方）大的潟湖保护区，然后被释放。休斯描述道，ALF的行动促进了在英国引起一种把海豚视作“个体行为者”的范式转移，由此，他写道，英国现在没有被监禁的海豚了。

## 战术策略与观念形态，1976–1996

### 早期的策略与公众的反应
阿尔斯特大学的雷切尔·莫纳亨（Rachel Monaghan）写道，在他们独自活动的第一年，ALF针对肉铺、毛皮商、马戏团、屠宰场、饲养员和快餐馆的行动导致了价值£250,000的损失。她写道，ALF的哲学观是，“暴力”只能发生于有感知能力的生命形式上，因此，不论他们造成了什么损失，着重在破坏财物和把动物带离实验室和养殖场，与非暴力的哲学观都是相容的。1974年罗尼·李撰文坚持，直接行动“只被对生命的敬畏和对暴力的憎恨所限制”，而在1979年，他写道，ALF的许多袭击已经因为对生命有危险而被取消。
金·斯托伍德写道，公众对早期ALF带走动物的袭击的反应是非常正面的，在很大程度上是因为非暴力的政策。当1975年6月迈克·赫斯金森（Mike Huskisson）将三只米格鲁猎兔犬带离帝国化学工业的一家烟草研究室的时候，媒体把他描绘成得像个英雄。罗宾·韦伯写道，ALF的志愿者被看作是“动物福利界的罗宾汉”。
该运动的魅力吸引了一类新的行动分子，斯托伍德写道。他们更年轻、往往是失业的、对无政府主义比对动物解放“本身”更感兴趣，将其视为他们对国家的一部分反抗，而非以其本身为目的。根据斯托伍德所言，这些新的行动分子不想坚持非暴力。

### 动物解放阵线支援团（ALF SG）及它与英国废除活体解剖联盟（BUAV）的关系
20世纪80年代早期，英国废除活体解剖联盟于1898年创立的一个受尊敬的反对活体解剖的团体）还是ALF的坚定的支持者。金·斯托伍德是BUAV在1981年-1986年国内的组织者。他写道，BUAV把它的部分办公场地不收租金地捐给了包括罗尼·李在内的ALF支援团，并在它的报纸《解放者》（The Liberator）中给予ALF的行动以不加任何批判的宣传。
虽然还支持着，但它越来越清楚，ALF SG由于其无政府主义的新成员，正企图接管BUAV的理事会。斯托伍德写道，无政府主义者他们坚信一切政治行动都是在浪费时间，并希望BUAV将其资源都专一地投入于直接行动中去。尽管最初期的行动者致力于营救动物和毁坏财物，仅当后者有助于前者时，他相信，在20世纪80年代中期，ALF已经失去了它的伦理基础，且渐渐变成“不能适应社会的人和厌世者”去“寻求对感到的某些社会不公的个人报复”的“一个机会”。他写道：“愚笨无知的花言巧语和情绪化的精英优越论弥漫于大多数自制的直接行动宣传品中，超越它们的对于战术策略充满才智的思考在哪里？简而言之，对动物感兴趣的人怎么了？”
1984年，BUAV理事会不情愿地投票将ALF SG逐出其房产，并撤回了它的政治支持，从那之后，斯托伍德写道，ALF变得愈发孤立了。

### 一个暴力派别的出现
莫纳亨写道，1982年左右，非暴力的立场有一个值得注意的变化，但不是运动中的每个人都认可这一点。某些行动者开始针对个人进行人身威胁，继而是邮件炸弹和向食物下毒的恐吓，后者还代表了另一个变化，即威胁普通的公众，而非特定的对象。
1982年，邮件炸弹被寄给了包括首相玛格利特·撒切尔在内的四个主要政党领导人。1984年11月，开展了首次较大范围的食物恐吓，ALF在电话和信件中对媒体宣称它已经向瑪氏巧克力棒下了毒——作为迫使瑪氏食品停止在猴子身上进行龋齿试验的运动的一部分。11月17日，《每日镜报》周日版（Sunday Mirror）接到了来自ALF的一个电话，说它已经往全国各地商店中的玛氏巧克力棒中注入了灭鼠药。电话后紧接着的是一封装有一条玛氏巧克力棒的信，推测被下了毒，以及这些正在伦敦、利兹、约克、南安普敦和考文垂被销售着的声明。数百万的巧克力棒被撤下柜台，而玛氏则中断了生产，公司损失达四百五十万美元。ALF承认该声明是一场恶作剧。类似的投毒声明后来被用于反对欧莱雅和葡萄适。

#### 动物权利义勇军
寄给政客的邮件炸弹被动物权利义勇军（Animal Rights Militia，ARM）认领了。玛氏巧克力棒的恶作剧现在也被报纸认为系ARM所为，虽然后来成为内政部一部长的戴维·梅勒在1984年11月19日向下议院作的初步报告很明确，承担责任的是动物解放阵线。这是责任从一个名义向另一个转移的较早的实例，取决于行动的性质，这同ARM与另一个“化名”正义部一样——后者在1993年被首次使用——作为行动分子用来指做不到ALF“不伤害任何生物”原则的直接行动的名称而产生。初期坚持ALF非暴力方针重要性的罗尼·李，似乎支持该想法。一篇署名RL的文章——估计是罗尼·李（Ronnie Lee）——在ALF支援团1984年10月的时事通讯中，建议行动分子成立“新的团体…在新的名义下，采取不排除对动物虐待者使用暴力的政策”。
已知没有行动者同时在ALF和ARM的名义下进行活动，但还是被认为有重叠。一名恐怖主义专家保罗·威尔金森（Paul Wilkinson）曾写道，ALF、正义部和ARM本质上是同一的，而莱斯特大学的罗伯特·加纳（Robert Garner）写道，要不然争论就是无意义的了，既然运动的类型被认为是一种无领袖抵抗。英国动物解放新闻办公室的罗宾·韦伯承认，行动分子们可能是同样的人：“如果谁希望临时充当动物权利义勇军或正义部，只要简单地将…动物解放阵线采取一切合理的预防措施以避免危及生命的方针置之不理即可。”
从1983年起，一连串的燃烧弹在销售毛皮的百货商店中爆炸，目的是触发自动喷淋系统来引起损失，尽管数个店铺被部分或完全地摧毁了。1985年9月，纵火装置被安放在莎拉·甘格利（Sharat Gangoli）博士和斯图尔特·沃克（Stuart Walker）博士的汽车底下，他们都是英国工业生物研究协会（British Industrial Biological Research Association，BIBRA）的动物研究员，两车都遭到严重破坏但无人受伤，而ARM宣称对此负责。1986年1月，ARM表示，它已经在亨廷顿生命科学的四名雇员的汽车底下放好了装置，定时依次互相间隔一小时地爆炸。另外一个装置给放在了帝国癌症研究基金会的一名研究员安道·塞波斯坦尼（Andor Sebesteny）博士的汽车底下，但在其爆炸以前被他发现。

#### 无领袖抵抗与冒名的威胁
1989年2月，一起爆炸摧毁了布里斯托尔大学内的参议院议厅酒吧（Senate House bar），袭击由陌生的“被虐动物协会”（Animal Abused Society）认领。1990年6月，两日内，炸弹分别在工作于波尔顿科学园区一家防化研究所的兽医玛格丽特·巴斯克维尔（Margaret Baskerville）和布里斯托尔大学心理学家帕特里克·马克斯·海德利（Patrick Max Headley）的汽车内爆炸。6月9日当使用水银倾侧开关装置的炸弹紧邻着油箱爆炸时，巴斯克维尔跳出了其小型吉普的车窗外，而无伤逃脱。在6月10日周日对海德利的袭击中，《新科学人》描述其涉及使用塑料炸药，经过的婴孩车中一名13个月大的婴孩严重受伤，据报导遭闪光灼伤，一只手指的局部较危险，他的背上还受了弹片伤。
没有已知的人士宣称对巴斯克维尔和海德利受的攻击负责，袭击遭到了来自动物权利运动内部和ALF行动者的谴责。基思·曼写道，因由家用零件制作简易纵火装置而出名的行动者会突然转而使用水银倾侧开关和塑料炸药，然后就再没被听说过，这似乎不太可能。
爆炸后的若干天，陌生的“英国动物权利协会”（British Animal Rights Society）宣称为萨默塞特郡某猎人的路虎上拴的铁钉炸弹负责。法庭证据使警方逮捕了车主，他供认炸了他自己的汽车，为的是玷污动物权利运动的声誉，并要求把两起类似的违法行为也考虑进去。他被监禁了九个月。巴斯克维尔和海德利的炸弹袭击者从未被捉拿到，尽管运动中的许多人觉得它们是冒名行为——由“密探”实施的败坏ALF名誉的行动——却再没出现过那样的证据。
种种事件突出表明了无领袖抵抗活动的风险与不确定性，可见ALF的名誉面临的是由并不完全受ALF非暴力纲领约束的行动者，或者决心要使ALF看上去尽可能暴力的敌人所实行的行动。同样的不确定性也为真正的ALF行动者提供了合理推诿的机会，万一某次行动失败，就否认该行动是“真正的ALF”。

### ALF在美国的发展
关于ALF何时首次现身美国，诸说法相悖。

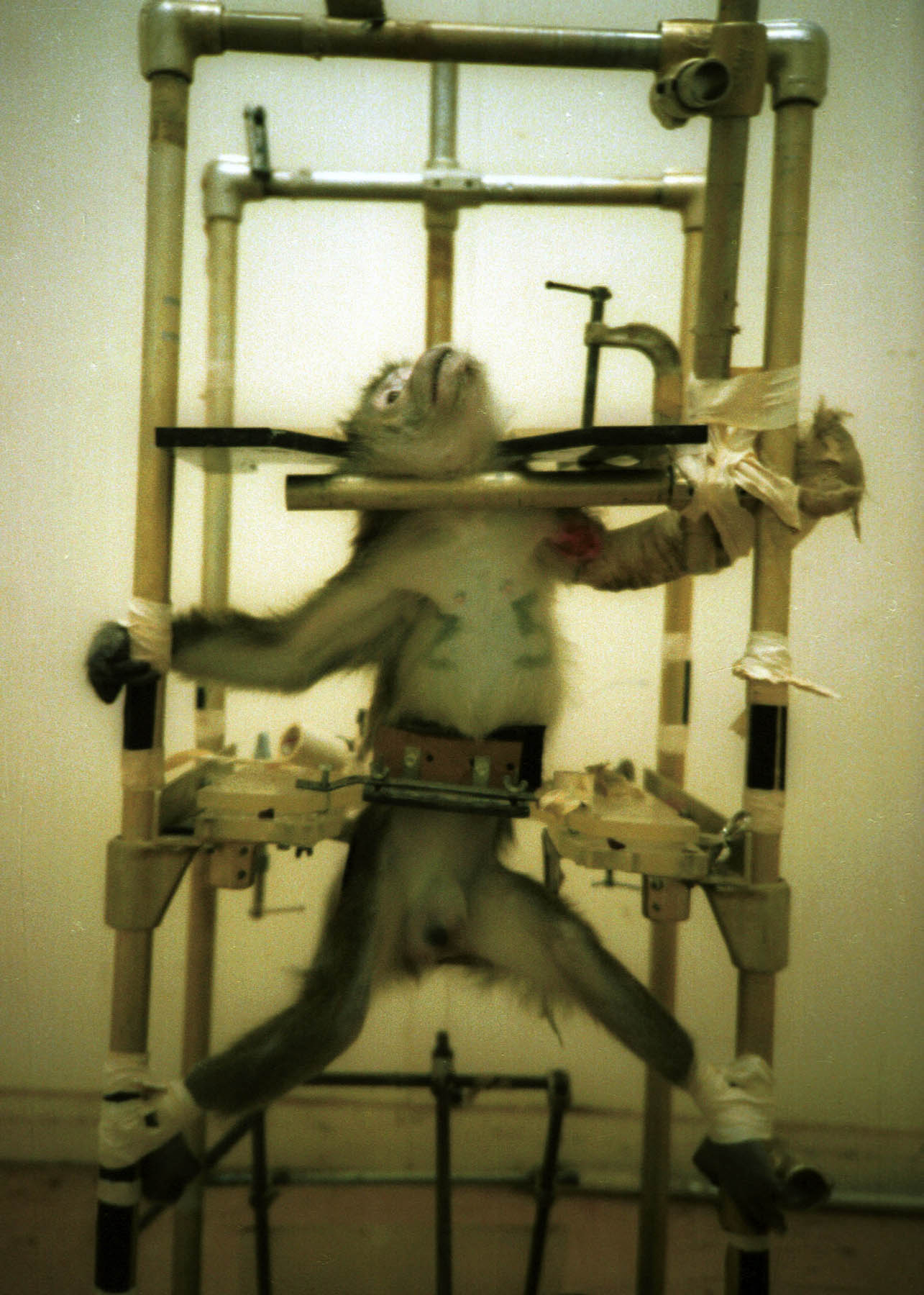
银泉猕猴之一。有关ALF在美国如何起步的一个说法称，首次ALF行动是在1981年9月把猴子带出PETA的安全避难处，防止它们被法庭返还给研究人员。

FBI描述道，从20世纪70年代时就有动物权利行动分子在美国实施“低水平的犯罪活动”的记载。弗里曼·威克兰德（Freeman Wicklund）和金·斯托伍德（Kim Stallwood）说，那里的首次ALF行动是在1977年5月29日，当时研究员Ken LeVasseur和Steve Sipman将两只海豚Puka和Kea从夏威夷大学海洋哺乳动物实验室（Marine Mammal Laboratory）的囚禁中释放出来，到了夏威夷瓦胡岛横滨湾的海水中。
北美动物解放新闻办公室把释放海豚归到名为海底地下铁路（Undersea Railroad）的团体上，并表示，首次ALF行动事实上是1979年3月14日对纽约大学医学中心（Medical Center）的一次袭击，那时候行动者放走了一只猫、两只狗和两只豚鼠。
凯西·斯诺·吉列尔莫（Kathy Snow Guillermo）在《Monkey Business》中写道，首次ALF行动是在1981年9月22日转移了所谓的银泉猕猴，即当使用它们的一名研究人员因涉嫌违反防虐法而被捕后由善待动物组织（PETA）照顾着的十七只实验室的猴子。当法庭裁决猴子要被返还给研究人员后，它们却神秘失踪了，不料当行动者得知，没了猴子，针对研究人员诉讼就无法进行下去时，它们竟在五天后再次出现了。
PETA的会长英格丽德·纽柯克（Ingrid Newkirk）叙述道，首个ALF细胞建立于1982年下半年，在她称之为“Valerie”的一名警官受银泉猕猴案引发的宣传的影响，并飞往英国寻求得到ALF的培训以后。她冒充是一记者，那时正在为英国废除活体解剖联盟（英国废除活体解剖联盟，BUAV）工作的金·斯托伍德安排她结识了罗尼·李。李据传闻指引她至训练营，学习如何潜入实验室。纽柯克写道，Valerie重归马里兰州并建立一个ALF细胞，1982年12月24日于霍华德大学进行了其首次袭击，转移走那里的24只猫，其中有些后腿已被致残。
ALF早期的两次袭击导致了几所大学研究室的关闭。1984年5月28日对宾夕法尼亚大学脑外伤诊疗所的袭击造成价值$60,000的损失，并有时长60小时的录象带被盗取，显示的是研究人员用液压装置造成狒狒脑损伤时的戏谑取笑。录象带被移交给PETA，PETA制作了26分钟长的视频，称之为《不必要的小题大做》（Unnecessary Fuss）。由于公众的注意，脑外伤诊疗所被关闭，大学的主任兽医被解雇，而大学被判缓刑，项目的管理部门被改组，并开始着手为工作人员设立新的培训计划。
1985年4月20日，根据一学生透露的情报，ALF奇袭加利福尼亚大学河滨分校一实验室，造成价值差不多$700,000的损失，并转移了468只动物。其中包括五周大的猕猴布里奇，他出生时即与其母亲被隔离开，又无人照看，双眼被缝死，头上装着声纳设备，作为视觉缺失研究的一部分。因为这次被ALF录下的袭击（视频），在突袭当时实验室正在进行的17个科研项目中的八个给终止了。大学官员称“多年的医学研究付之东流矣。”该次突袭促使国家卫生研究院的领导詹姆斯·温加登（James Wyngaarden）博士赞成将针对实验室的袭击视作恐怖主义行为。
在1993年《就针对动物企业的国内和国际恐怖主义的范围及影响致国会的报告》中，ALF被列举为是一个“声称在美国实施极端主义行为”的组织。报告开篇是引用自ALF的话，而对ALF活动的陈述则被反复用作例证。

## “第二次浪潮”：1996年至今
在数个倍受瞩目的活动成功关闭了许多被发觉虐待动物的工厂以后，针对财产的暴力开始大量增加——繁殖用于动物试验的米格鲁猎兔犬的Consort Kennels、繁殖猫的Hillgrove Farm，以及繁殖豚鼠的Newchurch Farm，都在成为动物权利运动（似乎包括ALF在内）的目标后被关闭了。在英国，1991-1992财年有约100辆冷冻肉运输货车被纵火装置毁坏，损失约五百万英镑。屠宰商的锁被强力胶水粘住了，用收缩薄膜包装的肉被刺穿孔了。
| “ | 说我们暴力极端，说我们是恐怖分子，说我们是暴徒恶棍，说我们是无政府主义者。这些词都经常被使用着。我们所做的一切就是要求改变。我们想让大家停止对动物使用暴力。——基思·曼（Keith Mann） | ” |
|   | |   |

1999年，为了关闭欧洲最大的动物试验研究室亨廷顿生命科学（Huntingdon Life Sciences，HLS），ALF行动分子投身于国际性的停止亨廷顿动物虐待（SHAC）运动。
监控着美国国内极端主义的南方贫困法律中心曾将SHAC的“动作模式”描述为“与那些反堕胎的极端主义分子类似的、明显的恐怖主义策略。”例如，ALF行动者唐纳德·居里（Donald Currie）在2006年12月被判犯有在与HLS有关系的商人的门阶上安设自制炸弹罪后，就被处以监禁12年，缓刑终身。HLS总裁布莱恩·卡斯（Brian Cass）于2001年2月遭到挥舞着镐柄的人群攻击，严重得以致于剑桥郡警察局的总探长汤姆·霍布斯（Tom Hobbs）说，他们着手调查的不是谋杀案，绝对只是运气使然。戴维·布伦金索普（David Blenkinsop）是该次攻击的那些罪犯之一，是个过去曾以ALF的名义实施过行动的人。ALF在它对公众的声明中，毫不隐瞒它参与了SHAC运动，2005年5月它明确表示，受SHAC委托给予警告：
|                                       | 那些向虐待动物者投资和为他们融资以用于谋杀动物的人，一个崭新时代的来临已渐露端倪。你，也被列在暗杀名单上：已经警告过你了。要是你资助，或者为任何与亨廷顿生命科学有关的公司筹集资金，我们就会追捕你，袭击你，然后将你的财产付之一炬。 |
| ——ALF代表停止亨廷顿动物虐待所作的陈述 | |

2006年6月，ALF宣称对加州大学洛杉矶分校（UCLA）研究人员林恩·费尔班克斯（Lynn Fairbanks）所遭受的燃烧弹攻击负责。动物解放新闻办公室发表声明，称Fairbanks正在对猴子进行“痛苦的成瘾实验”。费尔班克斯说她研究的是灵长类动物的行为，没有实施创伤性的研究。燃烧弹被放置在费尔班克斯70岁的邻居及一房客的住处的门阶上；按照FBI的说法，装置给点燃过了，且其威力足以杀死居住者，可是它没能着火。UCLA的代理校长认为袭击有助于动物企业恐怖主义法案的形成，当执法人员应对动物权利行动主义时，在美国国会提出的该法案将赋予他们更大的权力。ALF发言人杰瑞·夫拉萨克（Jerry Vlasak）在谈起对费尔班克斯的袭击时说：“暴力是个糟糕的第二选择，可如果它是唯一有成效的行为…那当然就有合乎道德的理由了。”2008年7月夫拉萨克称，他说过他不鼓励任何一个人去实施谋杀，但“要是你不得不伤害谁或威胁他们或杀了他们，那从道义上说是无可非议的。”
在2008年，该组织对研究人员住所的抗议渐增。使用的手段有高声辱骂和在研究人员的财产上写标语。有一个组织网站列出了加州大学伯克利分校研究人员的个人信息和对所谓工作的生动描述，但同时又说“我们不参与或鼓励非法活动”。杰瑞·夫拉萨克（Jerry Vlasak）说，袭击是“必不可少的”，还说没料到有这样的后果是毫无道理的。

### 广义自卫
斯蒂芬·贝斯特提出了“广义自卫”（extensional self-defense）的术语，来描述由充当“代理中介”（proxy agent）的人为保卫动物而开展的行动。他认为，在采取广义自卫的行为时，行动者在道义上有权从事故意破坏甚至暴力活动。广义自卫是正当的，他写道，因为动物是“非常脆弱且受着压迫的，以致于他们无法反抗攻击或杀死压迫牠们的人。”
贝斯特主张，广义自卫原则反映的是刑法典中通常所说的“紧急避险”的情形，即当被告认定有必要实施违法行为以免受危急和重大的伤害时可以采取之。2005年在参议院作的证言中，杰瑞·夫拉萨克（Jerry Vlasak）说他把对亨廷顿生命科学的暴力看作一次广义自卫。

### 被列为国内恐怖分子团体
ALF于2005年1月被美国国土安全部确定为是一项恐怖威胁。参议院的一个小组在2005年5月18日举行的听证会中，联邦调查局（FBI）和烟酒枪械炸药局（ATF）的官员说“暴力的动物权利极端主义分子和生态恐怖分子现在对国家构成了最严重的恐怖主义威胁之一”，还补充道，“其中尤为令人担心的是动物解放阵线（ALF）和地球解放阵线（ELF）。”1998年，圣安德鲁斯大学恐怖主义与政治暴力研究中心前主任保罗·威尔金森（Paul Wilkinson）在英国称，ALF及其分支派别是“英国最严重的国内恐怖威胁”，并且ALF离杀人“仅一步之遥”。
南方贫困法律中心曾批评国土安全部把精力集中于动物解放阵线和地球解放阵线，而不是白人至上主义者，写道“尽管他们对财产造成了破坏，但生态激进主义者从未杀死过一个人——而白人至上主义者和美国的其他极端右翼分子在这一点上则截然不同。”参议员詹姆斯·杰福兹（吉姆·杰福兹）说，“ELF和ALF每年会威胁到几十个人，而化学、核或污水设备的一次意外事故却会危及好几万人。”

### 逆火行动（Operation Backfire）
另见：ALF与ELF的合作
2006年1月20日，作为“逆火行动”（Operation Backfire）的一部分，美国司法部宣布控告据说是自称“家”的九名美国的和两名加拿大的行动分子，指控他们以动物解放阵线与地球解放阵线的名义参与直接行动。司法部称之为“国内恐怖主义”行为的实例。环境与动物权利行动主义分子把该场诉讼叫做绿色恐慌（Green Scare）。
事件包括针对肉加工厂、木材公司、一条高压输电线和一个滑雪中心的纵火袭击，地点涉及俄勒冈州、怀俄明州、华盛顿州、加利福尼亚州和科罗拉多州，时间横跨1996年至2001年。

## 注解
1. 1 2  Steven Best & Nocella, Anthony J. (eds)，Terrorists or Freedom Fighters?，Lantern Books，2004年，p. 8。
2. ↑    - Rod Coronado. "狱中沉思和我们运动的责任" （页面存档备份，存于），No Compromise，Issue 13。
  - 动物解放运动的历史 （页面存档备份，存于），Animal Liberation Press Office。
  - 动物解放哲学观与政策期刊主题建议 （页面存档备份，存于），动物解放事务中心（Center on Animal Liberation Affairs）。
3. 1 2  动物解放阵线的细胞已知活跃于阿根廷、澳大利亚、奥地利、比利时、白俄罗斯、巴西、加拿大、加那利群岛、智利、克罗地亚、捷克共和国、丹麦、爱沙尼亚、芬兰、法国、德国、希腊、荷兰、冰岛、爱尔兰、以色列、意大利、马来西亚、马耳他、墨西哥、新西兰、挪威、波兰、葡萄牙、罗马尼亚、俄罗斯、斯洛伐克、西班牙、瑞典、瑞士、土耳其、英国、美国。参看“行动日记 （页面存档备份，存于）”，Bite Back，2008年3月10日。
4. 1 2  马耳他的动物解放阵线成立于1983年；Keith Mann. From Dusk 'til Dawn: An insider's view of the growth of the Animal Liberation Movement，Summary of Dates，Puppy Pincher Press，2007年。
5. ↑  “紧随目标、坚持下来：采访英国ALF新闻发布官罗宾·韦伯” （页面存档备份，存于），No Compromise，第22期，未标明日期
6. ↑  面具背后：有关那些为了拯救动物不惜一切代价的人的故事（Behind the Mask: The Story Of The People Who Risk Everything To Save Animals），Shannon Keith的电影，2006年。
7. 1 2  “紧要时刻” （页面存档备份，存于），南方贫困法律中心情报报告，2002年秋。
8. ↑  Justin Rood. “动物权利团体与生态斗士进入国土安全部恐怖分子名录，遗漏右翼民团” （页面存档备份，存于），Congressional Quarterly，2005年3月25日。
9. 1 2  Neil Molland. "Thirty Years of Direct Action" in Best & Nocella (eds), Terrorists or Freedom Fighters，Lantern Books，2004年，p. 68.
10. ↑  Neil Molland. "Thirty Years of Direct Action" in Best & Nocella (eds)，Terrorists or Freedom Fighters，Lantern Books，2004年，p. 68。动物权利网络（Animal Rights Network）的金·斯托伍德（Kim Stallwood）写道，他经常听说这些故事，但始终无法找到可靠证据来证实它们（Kim Stallwood. "A Personal Overview of Direct Action" in Best & Nocella (eds)，Terrorists or Freedom Fighters，Lantern Books，2004年，p. 82）。
11. ↑  Steven Best in Best & Nocella (eds)，Terrorists or Freedom Fighters，Lantern Books，2004年，p. 19。
12. ↑  Richard Ryder. Animal Revolution: Changing Attitudes Towards Speciesism. Berg，2000年，p. 167。
13. ↑  “狩猎破坏者联合会的历史（第一部分）” （页面存档备份，存于），美国狩猎破坏者联合会，于2008年3月1日查阅。参见“失去了臭迹” （页面存档备份，存于），Letters to the Editor，The Guardian，2004年7月29日。
14. 1 2 3 4  Neil Molland. "Thirty Years of Direct Action" in Best & Nocella (eds), Terrorists or Freedom Fighters, Lantern Books，2004年，pp. 70-74。
15. ↑  Keith Mann. From Dusk Till Dawn. Puppy Pincher Press，2007年，p. 55。
16. 1 2 3  Rachael Monaghan. "Terrorism in the Name of Animal Rights," in Taylor, Maxwell and Horgan, John. The Future of Terrorism. Routledge 2000，pp. 160-161。
17. 1 2  Shannon Keith. Behind the Mask，Uncaged Films, 2006年。
18. ↑  Robin Webb. "Animal Liberation——By "Whatever Means Necessary," in Best & Nocella (eds)，Terrorists or Freedom Fighters，Lantern Books，2004年，p. 75。
19. ↑  Donald MacLeod. “英国使用厌恶法则禁止动物权利运动参与者” （页面存档备份，存于），The Guardian，2005年8月31日；Colin Blackstock. Blunkett不准美国动物权利行动者入英国 （页面存档备份，存于），The Guardian，2004年8月26日。
20. ↑  >Steven Best. “谁害怕杰瑞·夫拉萨克？” （页面存档备份，存于） Animal Liberation Press Office，未标明日期，retrieved 2008年1月17日。
21. ↑  Ed Bradley. "采访ALF的细胞成员" （页面存档备份，存于），60分钟时事杂志（60 Minutes），哥伦比亚广播公司新闻部（CBS News），2005年11月13日。
22. ↑  .   [2022-01-25]. （原始内容存档于2021-01-25）.
23. ↑  "On the Case" （页面存档备份，存于），Prisons and Probation Ombudsman，p. 5。
24. ↑  动物解放新闻办公室 （页面存档备份，存于）。
25. ↑  “牛津打赢禁止抗议的官司”[永久]，Ananova，最初于The Guardian，2006年10月13日，retrieved 2008年3月13日。
26. ↑  咬回去（"Bite Back"） （页面存档备份，存于）。2005年，它出版了一份“直接行动报告”（Direct Action Report），称ALF行动者在2004年从工厂带出了17262只动物，并自称有554起故意破坏、毁坏财物以及纵火活动（参看“激进动物权利杂志发行2004年‘直接行动’报告” （页面存档备份，存于），Law Enforcement Agency Resource Network，2005年1月25日)。
27. ↑  Tom Regan. The Case for Animal Rights. University of California Press，1983年。
28. ↑  >Steven Best. "Introduction," in Best and Nocella. (eds.) Terrorists or Freedom Fighters?. Lantern Books，2004，pp. 24-26。
29. ↑  Mark Bernstein. "Legitimizing Liberation," in Best and Nocella. Terrorists or Freedom Fighters?. Lantern Books，2004年，p. 91。
30. ↑  Carla McClain. "ALF: A Secret Interview with a Compassionate Companion," No Compromise，1996年3-4月，p. 12，引用自Maxwell Schnurer. "At the Gates of Hell," in Best and Nocella, Terrorists or Freedom Fighters?，2004年，pp. 115-116。
31. ↑  Peter Singer. 动物解放，
引用自>Steven Best. "Introduction," in Best and Nocella. (eds.) Terrorists or Freedom Fighters?. Lantern Books，2004年，p. 28。
32. 1 2 3  F. Barbara Orlans. The Human Use of Animals: Case Studies in Ethical Choice. Oxford University Press，1998年，pp. 71-76。
33. ↑  Larry Carbone. What Animals Want: Expertise and Advocacy in Laboratory Animal Welfare Policy. Oxford University Press，2004年，p. 90。电影镜头可以在这里看到：
  - 第1部分 （页面存档备份，存于） *第2部分 （页面存档备份，存于） *第3部分 （页面存档备份，存于） *第4部分 （页面存档备份，存于） *第5部分 （页面存档备份，存于）
34. ↑  >Steven Best. "Introduction," in Best and Nocella. (eds.) Terrorists or Freedom Fighters?. Lantern Books，2004年，p. 29。
35. ↑  “动物权利斗士死于绝食抗议”[永久]，Lancashire Evening Telegraph，2001年11月8日。
36. ↑  “巴里的一生”，Arkangel，未标明日期。
37. ↑  Mann, Keith. From Dusk 'til Dawn: An insider's view of the growth of the Animal Liberation Movement, Puppy Pincher Press, 2007, pp. 163–165.
38. ↑  “英国无海豚馆” （页面存档备份，存于），Born Free Foundation。瑞士的Bellerive基金会（Bellerive Foundation）和世界動物保護協會也参与了该次运动。
39. ↑  Keith Mann. From Dusk 'til Dawn: An insider's view of the growth of the Animal Liberation Movement，Puppy Pincher Press，2007年，p. 167。
40. ↑  Peter Hughes. "Animals, values and tourism — structural shifts in UK dolphin tourism provision," Tourism Management，Volume 22，Issue 4，2001年8月，pp. 321-329。
41. ↑  Ronnie Lee. Peace News 1974，引用自Kim Stallwood. "A Personal Overview of Direct Action" in Best and Nocella. (eds.) Terrorists or Freedom Fighters? Lantern Books，2004年，p. 83。
42. ↑  Ronnie Lee and Gary Treadwell in Freedom 1979，引用自Kim Stallwood. "A Personal Overview of Direct Action" in Best and Nocella (eds.). Terrorists or Freedom Fighters? Lantern Books，2004年，p. 83。
43. 1 2  Kim Stallwood. "A Personal Overview of Direct Action" in Best and Nocella (eds.). Terrorists or Freedom Fighters? Lantern Books，2004年，p. 83。
44. ↑  “追捕猎人的人” （页面存档备份，存于），St Neots Advertiser，1975年12月24日。
45. ↑  Robin Webb. "Animal Liberation——By 'Whatever Means Necessary'," in Best and Nocella. (eds.) Terrorists or Freedom Fighters，Lantern Books，2004年，p. 77。
46. 1 2 3  Kim Stallwood. "A Personal Overview of Direct Action" in Best and Nocella (eds.). Terrorists or Freedom Fighters? Lantern Books，2004年，pp. 85-87。
47. ↑  PETA反对Mars运动的网站 （页面存档备份，存于），于2008年3月5日查阅。
48. 1 2  “糖果 (投毒)” （页面存档备份，存于），英国议会记录（Hansard），1984年11月19日。
49. ↑  Glenn E. Schweitzer and Carole Dorsch Schweitzer. A Faceless Enemy: The Origins of Modern Terrorism. De Capo Press，2002年，p. 90。
50. ↑  The Guardian，1990年4月14日和1991年11月14日，引用自Garner, Robert. Animals, Politics and Morality. Manchester University Press，2004年，p. 235。
51. 1 2  Keith Mann. From Dusk 'til Dawn: An insider's view of the growth of the Animal Liberation Movement,. Puppy Pincher Press，2007年，p. 497。
52. ↑  Kim Stallwood. "A Personal Overview of Direct Action" in Best and Nocella (eds.). Terrorists or Freedom Fighters? Lantern Books，2004年，p. 84。
53. ↑  Hansard，1992年12月14日，column 223。
54. ↑  “紧随目标、坚持下来：采访英国ALF新闻发布官罗宾·韦伯” （页面存档备份，存于），No Compromise，2006年5月23日，retrieved 2008年3月5日。
55. ↑  The Times，1988年12月21日和1989年2月24日，and David Henshaw. Animal warfare: The story of the Animal Liberation Front. HarperCollins，1989年，pp. 102-113，引用自Robert Garner. Animals, Politics and Morality. Manchester University Press，2004年，p. 235。
56. ↑  Robert Garner. Animals, Politics and Morality. Manchester University Press，2004年，p. 235。
57. ↑  Steve Baker. Picturing the Beast: Animals, Identity, and Representation. University of Illinois Press，2001年，p. 201 ff。
58. ↑  Gail Vines. “炸弹袭击针对兽医” （页面存档备份，存于），New Scientist，1990年6月16日。
59. 1 2  Keith Mann. From Dusk Till Dawn. Puppy Pincher Press, 2007, pp. 157-158.
60. ↑  >Steven Best. "Introduction," in Best & Nocella. (eds.) Terrorists or Freedom Fighters?，Lantern Books，2004年，p. 25。
61. ↑  Larry Carbone. '"What Animal Want: Expertise and Advocacy in Laboratory Animal Welfare Policy. Oxford University Press，2004年，p. 76，见图4.2。
62. 1 2  Kathy Snow Guillermo. Monkey Business, National Press Books，pp. 69-72。
63. ↑  “动物权利与环境极端主义之趋势” （页面存档备份，存于），Terrorism 2000/2001"，Federal Bureau of Investigation。
64. 1 2  Steven Best in Best & Nocella (eds), Terrorists or Freedom Fighters，Lantern Books，2004年，p. 21。
65. ↑  Mary Vorsino. “Ken LeVasseur之记述” （页面存档备份，存于），Whales on the Net。
66. ↑  “海洋实验室的最后一只海豚死去” （页面存档备份，存于），Honolulu Star-Bulletin，2004年2月26日。
67. ↑  “动物解放运动史” （页面存档备份，存于），North American Animal Liberation Press Office。
68. ↑  “不朽的动物解放阵线行动 - 美国” （页面存档备份，存于），动物解放阵线网站。
69. ↑  Ingrid Newkirk. Free the Animals: The Amazing True Story of the Animal Liberation Front，2000年。
70. ↑  Brian M. Lowe Emerging Moral Vocabularies. Lexington Books，2006年，p. 92。
71. ↑  Deborah Rudacille. The Scalpel and the Butterfly: The Conflict Between Animal Research and Animal Protection. University of California Press，2001年，p. 136: Rudacille引用美国的律师兼多年的动物权利行动分子Jo Shoesmith的话讲，纽柯克关于“Valerie”的说法不仅如她所承认的那样是经过演义的，而是“彻底编造的”。
72. 1 2  Steven Best in Best & Nocella (eds)，Terrorists or Freedom Fighters，Lantern Books，2004年，p. 22。
73. ↑  Charles R. McCarthy “反思研究危险保护办公室（Office for Protection from Research Risks）的Organizational Locus” （页面存档备份，存于），Online Ethics Centre for Engineering and Science，2004年10月28日；于2006年10月2日查阅：PETA基于《不必要的小题大做》（Unnecessary Fuss），向研究危险保护办公室（Office for Protection from Research Risks，OPRR）请愿关闭宾夕法尼亚大学的脑外伤实验室。OPRR起初拒绝凭着剪辑后的材料采取行动，一年多来都拒绝将原录象带移交警方，PETA最终自己直呈之。经过剪辑的录象带被裁定“非常夸大地叙述了脑外伤诊疗所的不足之处”，但OPRR还是发现有严重违反公认程序的行为。
74. ↑  "NIH Reauthorization and Protection of Health Facilities: Hearings before the Subcommittee on Health and the Environment of the Committee on Energy and Commerce," Washington 1991。
75. ↑  Ben A. Franklin “为‘动物权利’而走向极端” （页面存档备份，存于），The New York Times，1987年8月30日。
76. ↑  "Pro-Animal ALF Flouts Law in Name of Compassion," 沙加緬度蜜蜂報，1998年2月15日。
77. ↑  某团体突袭实验室，带走动物 （页面存档备份，存于），Associated Press，in the Philadelphia Inquirer，1985年4月22日。
78. ↑  "Crackdown urged in animal thefts, Chicago Tribune，1985年4月26日。
79. ↑  .   [2009-02-05]. （原始内容存档于2009-01-05）.
80. ↑  Robin Webb. "Animal Liberation——By "Whatever Means Necessary," in Best & Nocella (eds)，Terrorists or Freedom Fighters，Lantern Books，2004年，p. 78。
81. ↑  “It Could Happen to You，第1部分” （页面存档备份，存于）, 第2部分 （页面存档备份，存于）, 第3部分 （页面存档备份，存于）, 第4部分 （页面存档备份，存于），True Spies，BBC Two，2002年11月10日。
82. ↑  Esther Addley. “被处囚禁12年的动物解放阵线的炸弹袭击者” （页面存档备份，存于），The Guardian，2006年12月8日。
83. ↑  Jo-Ann Goodwin. “心怀深仇大恨的动物们” （页面存档备份，存于），The Daily Mail，2003年10月15日。
84. ↑  “紧要时刻” （页面存档备份，存于），Southern Poverty Law Center，未标明日期，retrieved 2006-10-2。
85. ↑  Sandra Laville & Duncan Campbell. “疯狂纵火中的动物权利极端主义分子” （页面存档备份，存于），The Guardian，2005年6月25日。
86. ↑  UCLA活体解剖者林恩·费尔班克斯被动物解放阵线盯上了 （页面存档备份，存于），The Animal Liberation Press Office，2006年6月12日. 于2007年5月11日查阅
87. ↑  校长设法保护UCLA （页面存档备份，存于） Seattle Times，Rebecca Trounson and Joe Mozingo。2006年8月27日。于2007年5月11日查阅
88. ↑  Rebecca Trounson & Joe Mozingo. “UCLA要保护动物研究” （页面存档备份，存于），LA Times，2006年8月26日。
89. ↑  “UCLA中的恐怖” （页面存档备份，存于），Critical Mass，2006年8月22日。
90. 1 2  在科学家的住宅外集会坚决抗议实验室用动物 Newsday转载美联社 2008年7月8日[永久]
91. ↑  .   [2009-02-05]. （原始内容存档于2016-03-04）.
92. 1 2  Steven Best. “逻辑上的鸿沟、政治上的缺陷：Joan Dunayer《物种歧视》中的权利与废奴主义” （页面存档备份，存于），drstevebest.org.
93. 1 2  Steven Best. “谁害怕杰瑞·夫拉萨克？” （页面存档备份，存于），动物解放新闻办公室。
94. ↑  John J. Miller “以动物之名义：美国面临新型恐怖主义” （页面存档备份，存于），National Review，2006年7月3日。
95. ↑  Justin Rood. “动物权利团体与生态斗士进入国土安全部恐怖分子名录，遗漏右翼民团” （页面存档备份，存于），Congressional Quarterly，2005年3月25日。
96. 1 2  FBI、ATF谈国内恐怖主义 （页面存档备份，存于） CNN.com，Terry Frieden，2005年5月19日。
97. ↑  FBI将“国内恐怖主义”定义为“包含有违反美国或其他各州的刑法、对人类生命有危险的行为的活动；可能有意恐吓或胁迫一平民；藉由大规模破坏、暗杀或绑架来影响政府的政策；并且主要在美国的领土管辖范围内出现。”(18 U.S.C. § 2331(5)) .   [2004-09-15]. （原始内容存档于2004-09-15）.
98. ↑  "Inside the ALF"，Dispatches，Channel 4 television，1998年。
99. ↑  “中心所记录的国内恐怖主义的十年” （页面存档备份，存于），南方贫困法律中心，2005年9月。Retrieved 2006年10月2日。
100. ↑  十一名被告被指控犯有国内恐怖主义罪 （页面存档备份，存于） US Department of Justice，2006年1月20日。Retrieved 2006年10月2日

## 延伸阅读
书籍
- Keith Mann，(2007) From Dusk 'til Dawn: An Insider's View of the Growth of the Animal Liberation Movement （页面存档备份，存于），Puppy Pincher Press，ISBN 978-0-9555850-0-5
- Steven Best, and Nocella, Anthony J，(2004) Terrorists or Freedom Fighters? Reflections on the Liberation of Animals（页面存档备份，存于），Lantern Books，ISBN 1-59056-054-X
- Ingrid Newkirk，(2000) Free the Animals: The Story of the Animal Liberation Front，Lantern Books，ISBN 1-930051-22-0

电影
- 《面具背后》（Behind the Mask（英语：Behind the Mask (ALF)））
- 纪录片《地球上的生灵》（地球上的生靈）

外部链接
- 东亚动物解放阵线新闻办公室[永久]
- 动物解放阵线 （页面存档备份，存于）
- ALF入门读本 （页面存档备份，存于）
- 动物解放北美新闻办公室常见问题解答
- 动物解放阵线官方论坛
- 能通过贸易联盟让动物解放吗？（Animal Liberation Through Trade Unions?）
- 反诽谤联盟（ADL）关于ALF与生态恐怖主义的条目（页面存档备份，存于）
- FBI关于ALF所作的陈述（页面存档备份，存于），James F. Jarboe于众议院自然资源委员会（House Resources Committee）及附属森林与森林健康委员会（Subcommittee on Forests and Forest Health）面前，2002年2月12日。
- “采访动物权利行动分子及他们的支持者” （页面存档备份，存于），动物解放阵线，retrieved 2005-10-27
- SourceWatch关于ALF的文章 （页面存档备份，存于）
- “恐怖主义 2000年 / 2001年” FBI文件将ALF引述为special interest恐怖分子
- 美国联邦调查局关于动物解放阵线的材料[永久]
- Keith Tester. “对于动物之农业用途的暴力反抗，英国的经验”[永久]，Journal of Agricultural and Environmental Ethics，Volume 2，Number 3，1989年9月。